# Mephritus callidioides
Mephritus callidioides är en skalbaggsart som först beskrevs av Bates 1870.  Mephritus callidioides ingår i släktet Mephritus och familjen långhorningar.
Artens utbredningsområde är Paraguay. Inga underarter finns listade i Catalogue of Life.